# براون آید گرلز
براون آید گرلز (به انگلیسی: Brown Eyed Girls) گروه موسیقی دخترانهٔ کره‌ای است.